# فرانچسکا دلارا
فرانچسکا دلارا (ایتالیایی: Francesca Dellera؛ زادهٔ ۲ اکتبر ۱۹۶۵) بازیگر و مدل اهل ایتالیا است.

## گزیدهٔ نقش‌آفرینی‌ها
- تدی خرسه (۱۹۹۶)
- چیزهایی برای ثروتمندان (۱۹۸۷)
- هوس (۱۹۸۷)
- فروشگاه بزرگ (۱۹۸۶)